# Oscar Houtman
Oscar Houtman (Erembodegem, 19 juni 1908 - Gent, 9 oktober 1972) was een Belgisch wielrenner.

## Carrière
Houtman was profrenner van 1928 tot 1934. Hij kende zijn grootste successen in 1927 toen hij de Schaal Sels en de GP Affligem Grote Paasprijs won. Datzelfde jaar werd hij 37e in Parijs-Tours. In 1930 werd hij twaalfde in de Ronde van Vlaanderen.

## Overwinningen
1927
- Schaal Sels
- GP Affligem Grote Paasprijs

## Resultaten in de voornaamste wedstrijden
| Jaar | Ronde van Vlaanderen | Parijs-Tours |
| ---- | -------------------- | ------------ |
| 1928 |                      | 37e          |
| 1929 |                      |              |
| 1930 | 12e                  |              |